# Louis de Galbert
Louis de Galbert (auch: Ludewig, * 1696; † 22. November 1772 in Dresden) war ein aus Frankreich stammender kursächsischer Generalleutnant der Kavallerie.

## Leben und Werk
De Galbert war Franzose. Er wurde 1746 Oberst und war seit 1753 Generalmajor.
Während des Siebenjährigen Krieges kapitulierten die Sachsen bei Pirna am 17. Oktober 1756. Man plante bereits due vielen in preußische Dienste gepressten Soldaten zu sammeln und wieder eine Armee aufzubauen. Dazu empfahl der französischen Gesandten in Dresden Herzog von Broglie dem Feldmarschall Brown den Generalmajor Galbert. Bereits am 24. Oktober 1756 stellte sich Galbert in den Dienst des polnisch-sächsischen König-Kurfürsten August. Dazu wurden ihm die zum Oberst ernannten Riedesel und Martange als Adjutanten zugeteilt. Riedesel kam später in das russische Hauptquartier.
Ende 1756 kam der Generalmajor nach Krems, wo sich bereits viele sächsische Deserteure aufhielten. Da weder von der österreichischen Regierung noch von der sächsischen genügend Geld für die Löhnung ankam, musste der Generalmajor selbst Kredite aufnehmen.
Als bisheriger Generalmajor wurde er im am 26. Oktober 1758 zum Generalleutnant befördert. Als solcher führte er das sächsische Corps durch Österreich, Elsass, bei Düsseldorf über den Rhein bis nach Gosterup in der preußischen Mark, es dem neuen Oberkommandierende dem Prinzen Xaver übergeben wurde. Wo es nun mit Galbert an den Kämpfen gegen die Preußen teilnahm.
Nach dem Krieg wurde er 1768 Kommandant von Dresden-Neustadt.
Er heiratete am 21. Dezember 1747 Wilhelmine von Kamecke (* 15. Januar 1713; † 9. August 1751).